# Budd Johnson
Albert J. Johnson III, ps. „Budd” (ur. 14 grudnia 1910 w Dallas, zm. 20 października 1984 w Kansas City w stanie Missouri) – afroamerykański muzyk jazzowy, saksofonista, klarnecista, aranżer, kompozytor i edukator.

## Życiorys
Jego ojciec był dyrygentem chóru, kornecistą i pierwszym nauczycielem syna gry na fortepianie. Jako nastolatek zaczął również grać na perkusji. Razem z bratem, Kegiem, występował w różnych, miejscowych zespołach. Szybko jednak założyli własną grupę – Moonlight Melody Six. Następnie dołączyli do lokalnej grupy z Amarillo – Happy Black Aces.
Karierę zawodową na dobre rozpoczął w końcu lat 20. XX wieku w Kansas City. Grał już wtedy na saksofonie tenorowym. Pracował z zespołami trębacza Terence’a Holdera, pianisty Jessego Stone’a i saksofonisty George’a E. Lee. Następnie wyjechał do Chicago, gdzie w latach 1932–1933 grał w big-bandzie „Króla Jazzu” Louisa Armstronga. W Wietrznym Mieście poznał także pianistę Earla Hinesa, z którym pracował od 1932 do 1942 z kilkumiesięcznymi przerwami poświęconymi na występy w zespole Gusa Arnheima (1937) oraz dwóch różnych orkiestrach – Fletchera Hendersona i jego brata – Horace’a (1938). Podczas pobytu w big-bandzie Hinesa zyskał uznanie jako aranżer. Stał się także także filarem sekcji instrumentów drewnianych. Był wszechstronnym saksofonistą, który łączył swing i bebop. W latach 1942−1943 wraz z kolegą z orkiestry – trębaczem i wokalistą Billym Eckstinem sprowadzał do formacji Hinesa młodych modernistów.
W 1944 przeniósł się do Nowego Jorku. Pisał aranżacje dla orkiestr Woody’ego Hermana, Buddy’ego Richa, Boyda Raeburna i Billy’ego Eckstine’a. Był także aktywną postacią wczesnej ery bebopu, dokonując z saksofonistą Colemanem Hawkinsem pierwszych nagrań nowej muzyki w studiu wytwórni Apollo. Ponadto występował w klubie Onyx przy 57 West 52nd Street z współtwórcami nowego stylu – trębaczem Dizzym Gillespiem, kontrabasistą Oscarem Petifordem i perkusistą Maxem Roachem. Nakłonił Gillespiego, żeby zapisał swoje pomysły melodyczne na trąbkę i saksofon grające unisono – brzmienie to stało się charakterystyczne dla małych zespołów bebopowych.
W latach 50. prowadził własne grupy oraz jeździł w trasy koncertowe, m.in. z zespołem Benny’eego Goodmana, z którym dotarł nawet do Azji. W 1958 założył septet i nagrał płytę Blues à la Mode. Dwa lata później zrealizował dobrze przyjęty album Budd Johnson and the Four Brass Giants z udziałem czterech odmiennych stylistycznie trębaczy: Clarka Terry’ego, Harry’ „Sweetsa” Edisona, Nata Adderleya i Raya Nance’a. Natomiast w 1961 wydał jedną z najlepszych swoich płyt – Let’s Swing. Ponadto w latach 60. grał w big-bandach Counta Basiego, Quincy’ego Jonesa oraz Earla Hinesa, do którego wrócił w 1964. W latach 1969–1975 prowadził z przerwami założony przez siebie The JPJ Quartet (Budd Johnson, Bill Pemberton – kontrabas i Oliver Jackson – perkusja).
W czasie kariery bardzo często pracował jako sideman, zarówno na scenie, jak w studiu nagraniowym. W 1950 zagrał solo na saksofonie tenorowym w przeboju wokalistki Ruth Brown Teardrops from My Eyes. Utwór przez jedenaście tygodni zajmował pierwsze miejsce na rhythmandbluesowej liście przebojów tygodnika „Billboard”. Pełnił także funkcję dyrektora muzycznego w wytwórni płytowej Atlantic oraz był właścicielem firmy wydawniczej.
Zajmował się także nauczaniem. W latach 70. i 80. wykładał oraz prowadził warsztaty jazzowe na uczelniach nowojorskich – Queens College i Stony Brook University.
Zmarł na zawał serca. Miał 73 lata.

### Małżeństwo i potomkowie
Był żonaty z Bernice, z którą miał syna – Alberta juniora. Jego wnuk – Albert, znany jako „Prodigy”, jest raperem i współzałożycielem 
zespołu Mobb Deep.

## Dyskografia

### Jako lider lub współlider
- 1958 Blues à la Mode (Felsted)
- 1960 Budd Johnson and the Four Brass Giants (Riverside)
- 1961 The Budd Johnson Quintet – Let's Swing (Swingville)
- 1963 French Cookin’ (Argo Records)
- 1964 Ya! Ya! (Argo)
- 1965 Off the Wall (Argo)
- 1974 Earl Hines–Budd Johnson – The Dirty Old Men (Black & Blue)
- 1978 In Memory of a Very Dear Friend (Dragon Records)
- 1985 Bud Johnson–Phil Woods – The Ole Dude & The Fundance Kid (Uptown Records)

### Jako sideman
Z „Cannonballem” Adderleyem
- 1965 Domination (Capitol)

Z Countem Basiem
- 1962 The Legend (Roulette Records)
- 1979 Kansas City 8 – Get Together (Pablo)

Z Ruth Brown
- 1959 Miss Rhythm (Atlantic)

Z Bennym Carterem
- 1978 Benny Carter – ’Live and Well in Japan! (Pablo)

Z Royem Eldridgem
- 1976 What It’s All About (Pablo)

Z Dukem Ellingtonem i Counten Basiem
- 1961 First Time! – The Count Meets the Duke (Columbia)

Z Gilem Evansem
- 1959 Great Jazz Standards (Pacific Jazz)
- 1961 Out of the Cool (Impulse! Records)

Z Dizzym Gillespiem
- 1956 Jazz Recital (Norgran)
- 1976 Dee Gee Days – The Savoy Sessions (Savoy)
- 1995 The Complete RCA Victor Recordings (Bluebird)

Z Colemanem Hawkinsem
- 1992 Rainbow Mist (Delmark) – kompilacja nagrań Apollo Records

Z Earlem Hinesem
- 1975 The Father Jumps – Earl Hines And His Orchestra (Bluebird) – 2 LP

Z Ettą Jones
- 1962 Lonely and Blue (Prestige)

Z Quincym Jonesem
- 1959
  - The Birth of a Band! (Mercury)
  - The Great Wide World of Quincy Jones (Mercury)
- 1961 I Dig Dancers (Mercury)
- 1965 Quincy Plays for Pussycats (Mercury)

Z Jimmym McGriffem
- 1966 The Big Band (Solid State)

Z Carmen McRae
- 1960 Something to Swing About (Kapp)

Z Budem Powellem
- 1948 Earl Bud Powell – Early Years of a Genius, 44–48 (Mythic Sound)

Z  Jimmym Smithem
- 1965 Monster (Verve)

Z Clarkiem Terrym
- 1960 Color Changes (Candid)
- 1962 Clark Terry Plays the Jazz Version of All American (Moodsville)

Z Benem Websterem
- 1959 Ben Webster and Associates (Verve)

Zestawienie wg dat wydania płyt

## Nagrody i wyróżnienia
- 1993 Wprowadzenie do Panteonu Sław Big-bandów i Jazzu (The Big Band and Jazz Hall of Fame) – pośmiertnie